# Fippataleyrodes multipori
Fippataleyrodes multipori là một loài côn trùng cánh nửa trong họ Aleyrodidae, phân họ Aleyrodinae.
Fippataleyrodes multipori được Dubey & Sundararaj miêu tả khoa học đầu tiên năm 2005.